# 马苏德·佩泽希齐扬
马苏德·佩泽希齐扬（波斯語：مسعود پزشکیان，羅馬化：Masoud Pezeshkian，發音：[mæsˈʔuːd(e) pezeʃkiːˈjɒːn]；1954年9月29日—），伊朗醫師及改革派政治家，现任伊朗总统。馬蘇德·裴澤斯基安於因前總統易卜拉欣·莱希在直升机坠毁事故中身亡而於提前舉行的2024年伊朗總統選舉中当选，成为伊朗伊斯兰共和国第九任总统。

## 生平

### 醫學生涯
1954年9月29日佩泽希齐扬出生于伊朗西北部西阿塞拜疆省马哈巴德的一个阿塞拜疆族家庭中，父親是阿塞拜疆族，母親是庫爾德人。因此佩泽希齐扬會說阿塞拜疆语、土耳其语以及庫爾德語。
1973年，佩泽希齐扬取得專業文憑後前往扎博勒當兵，期間他對醫學產生興趣。服完兵役后，他进入医学院学习，并获得了普通医学学位。 
1980-1988两伊战争期間，佩泽希齐扬经常來到前线担任军医。然後在大不里士醫科大學繼續深造，專攻普通外科。
1993年，他畢業於德黑蘭醫科大學，成為一位心脏外科医生。
1994年，曾担任过大不里士医科大学校长。

### 政治經歷
1999年，他被任命為穆罕默德·哈塔米總統政府（1997-2005年）的衛生部副部長。
2001年至2005年期间，在哈塔米内阁中担任內閣衛生和醫學教育部長。在2008年伊朗议会选举中，他代表大不里士选区，当选伊斯兰议会议员。
2016-2020年，成为伊朗伊斯兰议会第一副议长。
2020年3月3日，在冠状病毒爆发蔓延至伊朗之后，他声称伊朗卫生部所提供的病例数据不实。

### 参选伊朗总统
佩泽什齐扬曾兩次參加總統選舉。2013年，他退出競選，轉而支持1989年至1997年擔任總統的拉夫桑賈尼；2021年，他被憲法監護委員會拒絕參選。
2024年6月，佩泽希齐扬參選因時任總統易卜拉欣·莱希墜機身亡而提前舉行的總統選舉，成為六位通過宪法监护委员会審查的候選人中唯一一位改革派人士，並於第一輪投票中得票第一。但由於得票均未过半，佩泽希齐扬需要與得票第二多的伊朗前首席核谈判代表赛义德·贾利利進入第二輪選舉。在第二轮投票中，佩泽希齐扬獲得了1638.4萬張選票，以54.76%得票率击败贾利利，赢得选举。他将在7月30日正式就任伊朗总统，届时将以69岁的年龄成为伊朗历史上就任時最年长的总统。
2024年7月28日，佩泽希齐扬獲最高領袖阿里·哈梅內伊批准擔任伊朗總統，7月30日在伊朗议会宣誓就职。

### 總統任內
2024年8月22日，佩泽希齐扬對19位內閣成員的任命全數獲伊朗國會通過，是自2001年以來首次沒有內閣官員人選被否決提名。新任交通部長莎達克（Farzaneh Sadegh）則成為伊朗伊斯蘭革命以來第二位女性閣員。

## 政治立场
佩泽希齐扬被歸類為改革派的代表。他主張恢復2015年與國際調解人達成的一項協議的談判，以解除制裁，以換取德黑蘭承諾確保其核計劃的和平性質（2018年美國退出後停止實施）。他不支持2023年9月通過的加強對拒絕戴頭巾的女性的處罰法律。
佩泽希齐扬支持在伊朗的学校裡教授阿塞拜疆语。

## 个人生活
1994年，佩泽希齐扬在一場車禍中失去了他的妻子和小兒子。